# Вэй Юань
Вэй Юань (кит. трад. 魏源, пиньинь Wèi Yuán, 1794—1856) — конфуцианский учёный, политический деятель Китая эпохи Цин. Наиболее известен географическими и страноведческими сочинениями, дающими представление о государствах Европы и Америки. После «опиумных войн» сделался сторонником умеренной модернизации Китая путём заимствования западных научно-технических достижений (так называемое «самоусиление»). В 1844 году был удостоен высшей конфуцианской степени цзиньши, дружил с Гун Цзычжэнем и Линь Цзэсюем. Его интеллектуальные построения были востребованы в Японии эпохи Мэйдзи и послужили исходной базой Движения за реформы 1898 года.

## Биография
Вэй Юань родился в 1794 году в провинции Хунань. Начало учёной карьеры Вэнь Юаня было традиционным. Уехав из родной провинции, он продолжил образование в столице, где начал интересоваться практическими вопросами (школа цзин ши). Вскоре он обнаружил большой интерес к географии, результатом чего стала его работа «Географическое описание заморских государств» («Хайго тучжи»). В предисловии к этой работе Вэй Юань выдвинул свой знаменитый тезис — «учиться у варваров их передовой технике, с тем чтобы держать их под контролем».
Этот тезис замечателен прежде всего тем, что он вносил в концепцию хуа-и, причём впервые, некоторые коррективы, хотя продолжал исходить из того, что окружающие народы, в том числе и населяющие страны Запада, остаются «варварами». Это подтверждается и следующим широко известным его произведением «Шэн у цзи» («Записки о войнах совершенномудрых [императоров]». Произведение было закончено в 1842 году и является прямым откликом на поражение Китая в Первой опиумной войне и заключение Нанкинского договора.

## Политические взгляды
Вэй Юань принадлежал к традиционному типу китайских учёных, полагавших, что все необходимые человеку знания содержатся в классических конфуцианских текстах, и не представлял себе, что в мире есть что-то, что может поспорить с авторитетом «совершенномудрого».
Сокрушительное поражение Китая в Первой опиумной войне не поколебало уверенности Вэй Юаня в исключительном и сакральном характере китайской монархии, равно как и всемогуществе китайских императоров, сила которых «опирается на внутреннюю чистоту и обретается в храме предков». Что же касается внешнеполитических проблем, то Вэй Юань рекомендует перенести внимание с «варваров» на границы. Он по-прежнему был убеждён, что, усилив государственную мощь, можно добиться того, что «варвары четырёх сторон придут к государю».

## Влияние
По утверждению Б. А. Элмана (Classicism, politics, and kinship: the Chang-chou school of new text Confucianism in late imperial China), конфуцианство «новой текстологической школы», одним из важных пропонентов которого был Вэй Юань, послужило «ширмой» для деятельности инициаторов реформы 1898.

## Комментарии
1. ↑  При рождении получил имя кит. упр. 远达, пиньинь Yuǎndá — «Далеко достигающий». Прозвище — «Потаённый молчальник» (кит. упр. 默深, пиньинь Mò Shēn) или «Мастер туши» (墨生) с похожим чтением. Литературные псевдонимы: «Ханьский служивый» (кит. упр. 汉士, пиньинь Hàn Shì) и «Великий стратег» (кит. упр. 良图, пиньинь Liáng Tú).